# Lepeostegeres congestiflorus
Lepeostegeres congestiflorus är en tvåhjärtbladig växtart som beskrevs av Elmer Drew Merrill. Lepeostegeres congestiflorus ingår i släktet Lepeostegeres och familjen Loranthaceae. Inga underarter finns listade i Catalogue of Life.